# Площадь Виктора Эммануила II (Рим)

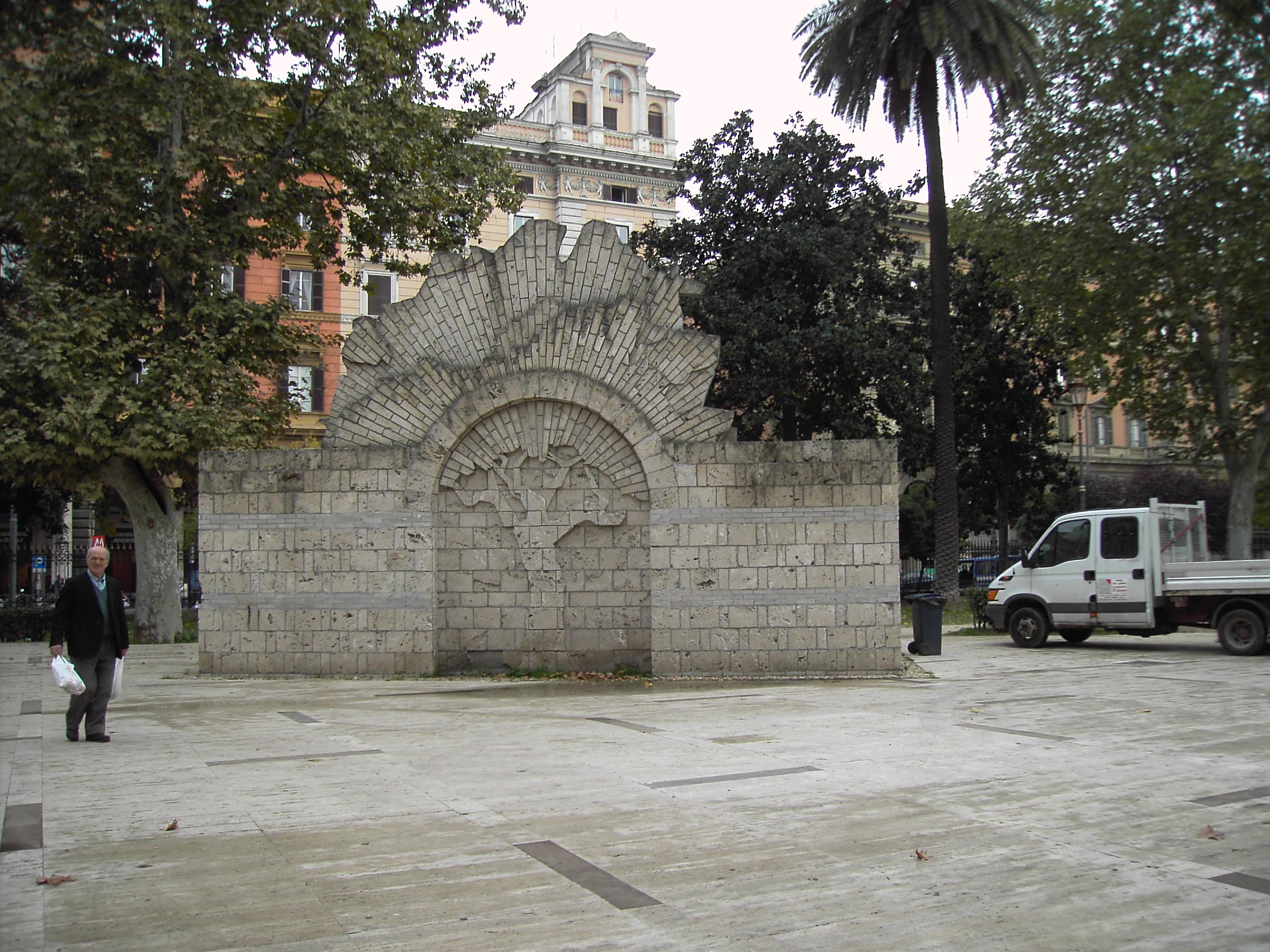
Парк на площади

Площадь Виктора Эммануила II (итал. Piazza Vittorio Emanuele II или Piazza Vittorio) — площадь в римском районе Эсквилино, названная в честь Виктора Эммануила II, первого короля единой Италии.
На площадь ведут выходы станции «Витторио-Эмануэле» Линии А Римского метрополитена. Площадь окружена зданиями с широкими портиками в стиле XIX века. Работами по созданию площади, начавшимися вскоре после переноса столицы из Флоренции в Рим в 1871 году, руководил архитектор Гаетано Кох.

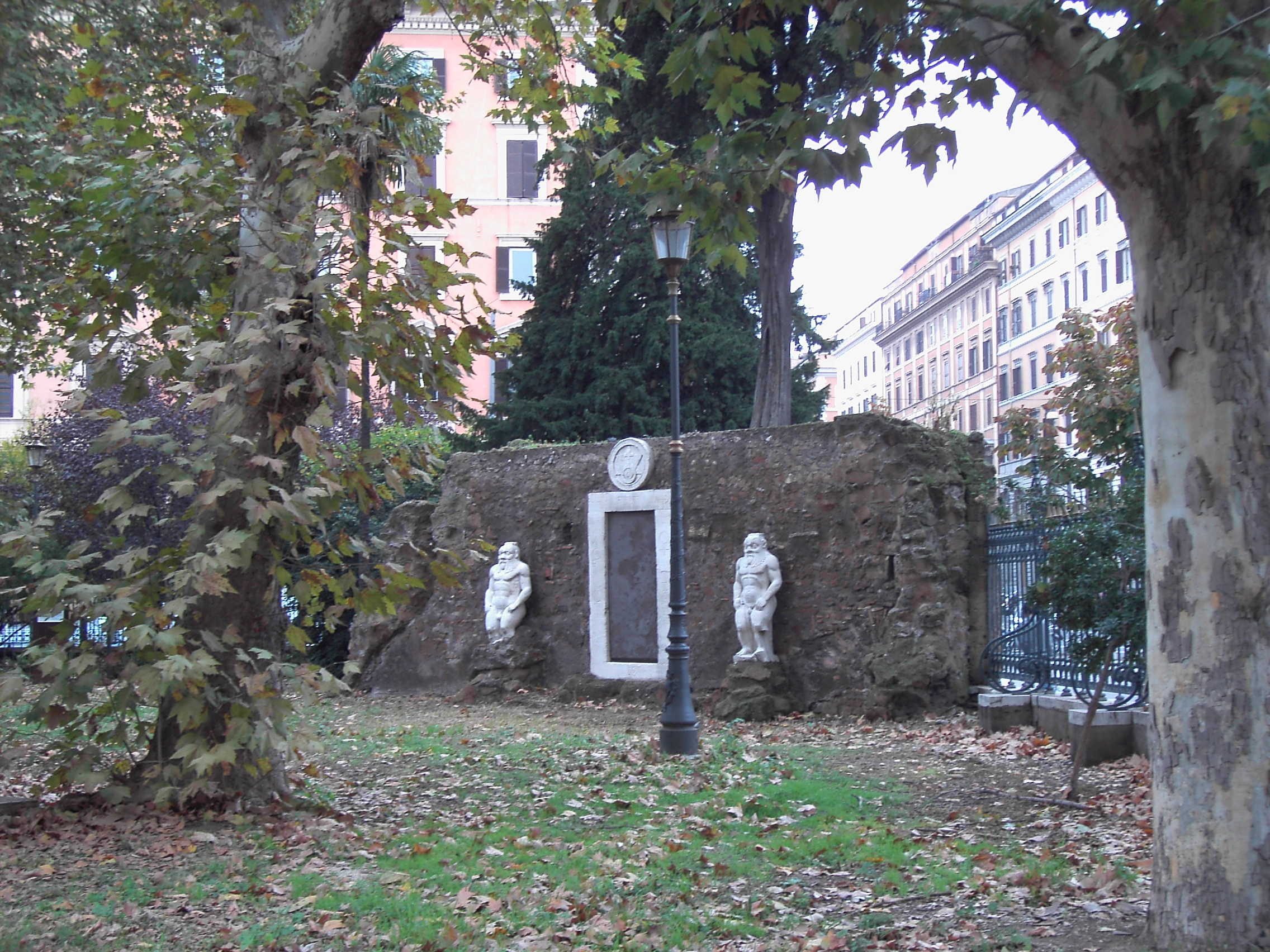
«Волшебная дверь»

В центре площади расположен парк с руинами фонтана, построенного при Александре Севере, и так называемой Волшебной дверью (итал. Porta Magica, которая служила входом в виллу Паломбара, где жил алхимик Массимильяно Паломбара. Рядом с площадью находятся Эсквилинские ворота, церковь Санта-Прасседе, железнодорожный вокзал Термини.
В 1990-х годах на площади хаотично возник рынок, быстро приобретший популярность среди жителей Рима. Однако вскоре рынок был перенесён на крытую загородную площадку. 17 октября 2006 года, когда на подземной станции метро произошло столкновение поездов, площадь Виктора Эммануила II была огорожена полицией и на ней открылся полевой госпиталь, где оказывали первую помощь пострадавшим.